# Pleurotomariidae
Pleurotomariidae Swainson, 1840 è una famiglia di molluschi gasteropodi della sottoclasse Vetigastropoda.

## Descrizione
La famiglia Pleurotomariidae è una delle più antiche include famiglie di gasteropodi che compaiono nella documentazione fossile in quanto ha le sue origini nel Triassico inferiore. È la sola famiglia dell'ordine Pleurotomariida sopravvissuta alla estinzione di massa del Cretaceo-Paleocene.
I pleurotomariidi fossili erano noti agli autori pre-linnei e furono associati con i Trochidi nelle prime classificazioni. Sebbene i record di pleurotomariidi viventi compaiano nella letteratura giapponese del diciottesimo secolo, fu solo nelle prime fasi dell'era delle esplorazioni in acque profonde che un pleurotomariide vivente divenne noto nel mondo occidentale con la scoperta di alcuni esemplari di Perotrochus quoyamis avvenuta nel 1879 in acque profonde al largo delle Indie occidentali dalla spedizione "Blake" di William Healey Dall. Questo fu uno dei primi "fossili viventi" scoperti nelle profondità marine.
La conchiglia dei pleurotomariidi ha una forma trocoidale con madreperla dentro. È ombelicato o imperforato, con una profonda fessura o seno nel margine superiore esterno del peristoma, che serve allo scopo di una fase esalante della respirazione. La fessura viene sigillata gradualmente dietro l'apertura che avanza man mano che le dimensioni dei gusci aumentano.
Le specie della famiglia Pleurotomariidae vivono a una profondità di 150-300 m nella zona mesopelagica. Le loro ghiandole ipobranchiali sono in grado di secernere rapidamente un fluido bianco che probabilmente funge da difesa chimica per respingere i predatori. Prove circostanziali suggeriscono che questo meccanismo difensivo potrebbe aver avuto origine durante il Paleozoico. Si nutrono principalmente di spugne, completando la loro dieta con crinoidi e octocoralli.

## Tassonomia
La famiglia Pleurotomariidae comprende otto generi di cui 4 estinti:
- Genere Bayerotrochus Harasewych, 2002
- Genere † Chelotia P. Fischer, 1885
- Genere Entemnotrochus P. Fischer, 1885
- Genere † Leptomaria Eudes-Deslongchamps, 1865
- Genere Mikadotrochus Lindholm, 1927
- Genere Perotrochus P. Fischer, 1885
- Genere † Pleurotomaria Defrance, 1826
- Genere † Rasatomaria Pieroni & Nützel, 2014